# Nati il 23 dicembre

## VII secolo(1)
- 652 - K'inich B'aaknal Chaak, sovrano

## X secolo(1)
- 968 - Song Zhenzong, imperatore cinese († 1022)

## XII secolo(1)
- 1173 - Ludovico I di Baviera, duca († 1231)

## XV secolo(1)
- 1422 - Louis d'Albret, cardinale e vescovo cattolico francese († 1465)

## XVI secolo(11)
- 1513 - Thomas Smith, diplomatico e politico inglese († 1577)
- 1516 - Johann Jakob Fugger, banchiere e mecenate tedesco († 1575)
- 1524 - Pierantonio Bandini, banchiere, mercante e nobile italiano († 1592)
- 1525 - Giovanni Alberto I di Meclemburgo-Schwerin, duca tedesco († 1576)
- 1527 - Hugo Donellus, giurista francese († 1591)
- 1538 - Natale Bonifacio, intagliatore e incisore dalmata († 1592)
- 1544 - Anna di Sassonia, principessa tedesca († 1577)
- 1573 - Il Cerano, pittore, scultore e architetto italiano († 1632)
- 1582 - Severo Bonini, compositore e organista italiano († 1663)
- 1593 - Ercole Sarti, pittore italiano
- 1597 - Martin Opitz, poeta e scrittore tedesco († 1639)

## XVII secolo(18)
- 1603 - Edvige di Holstein-Gottorp, nobile tedesca († 1657)
- 1605 - Tianqi, imperatore cinese († 1627)
- 1613 - Carl Gustaf Wrangel, nobile e generale svedese († 1676)
- 1617 - Maddalena Sibilla di Sassonia, principessa († 1668)
- 1621 - Edmund Berry Godfrey, magistrato britannico († 1678)
- 1621 - Heneage Finch, I conte di Nottingham, nobile inglese († 1682)
- 1636 - Gregório de Matos, poeta e avvocato portoghese († 1696)
- 1644 - Tomás de Torrejón y Velasco Sánchez, compositore, musicista e organista spagnolo († 1728)
- 1646 - Jean Hardouin, gesuita, filologo e antiquario francese († 1729)
- 1646 - Nicola Righetti, vescovo cattolico italiano († 1711)
- 1659 - Orazio Filippo Spada, cardinale e arcivescovo cattolico italiano († 1724)
- 1671 - Guillén Ramón de Moncada y Portocarrero, nobile e militare spagnolo († 1727)
- 1679 - Gioacchino Besozzi, cardinale italiano († 1755)
- 1682 - James Gibbs, architetto e teorico dell'architettura scozzese († 1754)
- 1689 - Joseph Bodin de Boismortier, compositore francese († 1755)
- 1692 - Franz Xaver Zech, teologo tedesco († 1772)
- 1698 - Antonio Bonazza, scultore italiano († 1763)
- 1699 - Leopoldo de Gregorio, marchese di Squillace, politico e diplomatico italiano († 1785)

## XVIII secolo(35)
- 1714 - Ranieri de' Calzabigi, poeta e librettista italiano († 1795)
- 1716 - Pietro Gualdi Lodrini, pittore italiano
- 1716 - Johann Heinrich Rolle, compositore, violinista e organista tedesco († 1785)
- 1722 - Axel Fredrik Cronstedt, chimico e mineralogista svedese († 1765)
- 1725 - Ahmad Shah Bahadur, indiano († 1775)
- 1729 - Michelangelo Morlaiter, pittore e scultore italiano († 1806)
- 1732 - Richard Arkwright, ingegnere e imprenditore inglese († 1792)
- 1733 - Jean Baptiste Antoine Auget de Montyon, politico e scrittore francese († 1820)
- 1734 - Francisco Manuel do Nascimento, poeta portoghese († 1819)
- 1737 - Giovan Battista Rossi, presbitero italiano († 1826)
- 1740 - Antonio Ludeña, matematico, fisico e gesuita spagnolo († 1820)
- 1742 - Giovanni Domenico Juras, vescovo cattolico dalmata († 1802)
- 1743 - Claude-Emmanuel Dobsen, magistrato e rivoluzionario francese († 1822)
- 1745 - Claude Fournier, rivoluzionario francese († 1825)
- 1750 - Federico Augusto I, re († 1827)
- 1752 - Dar'ja Aleksandrovna Košeleva, nobildonna russa († 1836)
- 1754 - Noël Aubin, editore e drammaturgo francese († 1835)
- 1755 - Louis-Nicolas Lemercier, politico e magistrato francese († 1849)
- 1766 - Wilhelm Hisinger, chimico svedese († 1852)
- 1769 - Martin Archer Shee, pittore e scrittore irlandese († 1850)
- 1771 - Giuseppe Frank, medico e patologo tedesco († 1842)
- 1775 - Angelo Pizzi, scultore italiano († 1819)
- 1777 - Alessandro I di Russia, sovrano russo († 1825)
- 1779 - Alexandre Louis Simon Lejeune, botanico belga († 1858)
- 1783 - Giovanni Berchet, poeta, scrittore e traduttore italiano († 1851)
- 1785 - Violante Camporesi, soprano italiano († 1839)
- 1787 - Antonio Barezzi, mecenate italiano († 1867)
- 1788 - Gaspard Brunet, politico francese († 1854)
- 1788 - Roberto Giovanni F. Roberti, cardinale italiano († 1867)
- 1790 - Jean-François Champollion, archeologo e egittologo francese († 1832)
- 1793 - Dost Mohammed Khan, politico afghano († 1863)
- 1797 - Adrien-Henri de Jussieu, botanico francese († 1853)
- 1799 - Antonio Boggia, serial killer italiano († 1862)
- 1799 - Karl Pavlovič Brjullov, pittore russo († 1852)
- 1800 - Frédéric Soulié, scrittore francese († 1847)

## XIX secolo(178)
- 1801 - Marco Aurelio Zani de Ferranti, chitarrista, compositore e letterato italiano († 1878)
- 1802 - Sara Coleridge, scrittrice e traduttrice inglese († 1852)
- 1802 - Alexandre Guillet, politico francese († 1873)
- 1803 - Casimiro Pisani, patriota e politico italiano († 1881)
- 1804 - Charles Augustin de Sainte-Beuve, critico letterario, scrittore e aforista francese († 1869)
- 1805 - Joseph Smith, predicatore e religioso statunitense († 1844)
- 1807 - Antonio María Claret y Clará, arcivescovo cattolico e missionario spagnolo († 1870)
- 1808 - Michele Giuseppe Canale, storico italiano († 1890)
- 1808 - Joseph Geefs, scultore belga († 1885)
- 1808 - Gaetano La Loggia, medico e politico italiano († 1889)
- 1810 - Edward Blyth, biologo, zoologo e ornitologo britannico († 1873)
- 1810 - Karl Richard Lepsius, egittologo, geologo e archeologo tedesco († 1884)
- 1811 - Domenico Elena, prefetto e politico italiano († 1879)
- 1812 - Matteo Raeli, patriota, giurista e politico italiano († 1875)
- 1812 - Samuel Smiles, scrittore, giornalista e politico scozzese († 1904)
- 1812 - Henri-Alexandre Wallon, storico e politico francese († 1904)
- 1815 - Ildefons Cerdà i Sunyer, urbanista e ingegnere spagnolo († 1876)
- 1815 - Émile Félix Fleury, generale, politico e diplomatico francese († 1884)
- 1815 - Henry Highland Garnet, oratore statunitense († 1882)
- 1815 - Rosina Muzio Salvo, scrittrice italiana († 1866)
- 1818 - Michele Novaro, compositore e patriota italiano († 1885)
- 1819 - Carl Siegmund Franz Credé, ginecologo tedesco († 1892)
- 1822 - Wilhelm Bauer, inventore tedesco († 1875)
- 1822 - Francesco Raffaele Curzio, patriota, poeta e politico italiano († 1901)
- 1823 - Thomas W. Evans, dentista statunitense († 1897)
- 1823 - Alexandru Flechtenmacher, compositore, violinista e direttore d'orchestra rumeno († 1898)
- 1823 - Ferdinando Meucci, archivista e storico della scienza italiano († 1893)
- 1827 - Giuseppe Cerboni, matematico italiano († 1917)
- 1827 - Wilhelm von Tegetthoff, ammiraglio austriaco († 1871)
- 1828 - Mathilde Wesendonck, poetessa tedesca († 1902)
- 1830 - Charles Sellier, pittore francese († 1882)
- 1831 - Pasquale D'Ercole, filosofo italiano († 1917)
- 1831 - Marie-Azélie Guérin Martin, francese († 1877)
- 1834 - Julien Guadet, architetto francese († 1908)
- 1834 - Sina Mesdag van Houten, pittrice olandese († 1909)
- 1835 - Emilio Caracciolo di Sarno, prefetto e politico italiano († 1914)
- 1837 - Demetrio Conti, patriota italiano († 1916)
- 1839 - Carl Otto Løvenskiold, ufficiale e politico norvegese († 1916)
- 1840 - José Antonio Plancarte y Labastida, presbitero messicano († 1898)
- 1841 - Ignacio Agramonte, patriota cubano († 1873)
- 1841 - Handley Moule, vescovo anglicano, teologo e biblista britannico († 1920)
- 1842 - Hermann zu Solms-Laubach, botanico tedesco († 1915)
- 1845 - Gustave Ador, politico svizzero († 1928)
- 1845 - Louis Adolphus Duhring, dermatologo statunitense († 1913)
- 1848 - Vasilij Ivanovič Nemirovič-Dančenko, scrittore, poeta e giornalista russo († 1936)
- 1850 - Guglielmo Malagola, medico, banchiere e filantropo italiano († 1921)
- 1851 - Vito Fazzi, medico e politico italiano († 1918)
- 1852 - Miguel Faílde, musicista cubano († 1921)
- 1853 - William Henry Moody, politico statunitense († 1917)
- 1854 - Adrian Scott Stokes, pittore inglese († 1935)
- 1856 - James Buchanan Duke, imprenditore statunitense († 1925)
- 1857 - Raffaele Armando Califano Mundo, pittore italiano († 1930)
- 1857 - Angelo Sommaruga, editore, scrittore e gallerista italiano († 1941)
- 1858 - Vladimir Ivanovič Nemirovič-Dančenko, regista teatrale, impresario teatrale e scrittore russo († 1943)
- 1859 - Adrian Ross, paroliere e librettista britannico († 1933)
- 1860 - William Horatio Bates, medico statunitense († 1931)
- 1860 - Harriet Monroe, editrice, critica letteraria e poetessa statunitense († 1936)
- 1860 - Emilio Respighi, dermatologo italiano († 1936)
- 1862 - Eugenio Beccegato, vescovo cattolico italiano († 1943)
- 1862 - Henri Pirenne, medievista belga († 1935)
- 1864 - Gaetano Pieraccini, medico e politico italiano († 1957)
- 1864 - Zorka del Montenegro, principessa montenegrina († 1890)
- 1865 - Somerset Gough-Calthorpe, ammiraglio inglese († 1937)
- 1865 - Alberto di Württemberg, generale tedesco († 1939)
- 1866 - Luigi Jacono, archeologo, ingegnere e saggista italiano († 1947)
- 1866 - Gabriel Maugas, militare e ingegnere francese († 1931)
- 1867 - Filippo Bottazzi, fisiologo e biochimico italiano († 1941)
- 1867 - Madam C. J. Walker, imprenditrice, filantropa e attivista statunitense († 1919)
- 1867 - Clotilde von Mensdorff-Pouilly, nobile, attivista e diplomatica austriaca († 1947)
- 1867 - Boris Schatz, scultore lituano († 1932)
- 1867 - Ettore Varini, generale e dirigente sportivo italiano († 1950)
- 1867 - Edith Yorke, attrice inglese († 1934)
- 1868 - Hedwig Bleibtreu, attrice austriaca († 1958)
- 1869 - Hugh Allen, compositore inglese († 1946)
- 1869 - Louis Leubas, attore francese († 1932)
- 1869 - Giuseppe Ongania, ingegnere e politico italiano († 1911)
- 1870 - 'Abd al-'Aziz Fahmi, giurista e politico egiziano († 1951)
- 1871 - Jimmy Crabtree, calciatore inglese († 1908)
- 1872 - Vilém Kurz, pianista e docente cecoslovacco († 1945)
- 1874 - Giovanni Cuomo, politico e avvocato italiano († 1948)
- 1874 - Ekaterina Pavlovna Korčagina-Aleksandrovskaja, attrice russa († 1951)
- 1874 - Charles Waldron, attore statunitense († 1946)
- 1874 - Viggo Wiehe, attore danese († 1956)
- 1876 - Luigi Dommarco, poeta e paroliere italiano († 1969)
- 1876 - Paul Kelly, mafioso statunitense († 1936)
- 1876 - Franz Osten, regista e fotografo tedesco († 1956)
- 1877 - Paolo Emilio André, architetto italiano († 1939)
- 1877 - Vittorio Butera, poeta italiano († 1955)
- 1877 - Luigi Fabbri, anarchico e saggista italiano († 1935)
- 1878 - Ubaldo Diciotti, generale italiano († 1963)
- 1878 - Goffredo Lanzara, politico italiano († 1961)
- 1879 - Maria Boschetti Alberti, insegnante e pedagogista svizzera († 1951)
- 1880 - Bertram Grassby, attore inglese († 1953)
- 1880 - Wallace McCutcheon Jr., attore e regista statunitense († 1928)
- 1880 - Ejnar Mikkelsen, esploratore e scrittore danese († 1971)
- 1881 - Luciano Fantoni, politico italiano († 1967)
- 1881 - Thorleif C. Henriksen, compositore di scacchi norvegese († 1944)
- 1882 - Ekaterina Abrikosova, religiosa russa († 1936)
- 1882 - Juan Pistarini, politico e generale argentino († 1956)
- 1883 - Hjalmar Cedercrona, ginnasta svedese († 1969)
- 1883 - Amedeo De Cia, generale italiano († 1971)
- 1883 - Dixie Kid, pugile statunitense († 1934)
- 1883 - Hubert Pierlot, politico e militare belga († 1963)
- 1883 - Vito Reale, politico italiano († 1953)
- 1883 - Adolf Reinach, filosofo tedesco († 1917)
- 1884 - Domenico Moscati, politico italiano († 1953)
- 1884 - Ernest Payne, pistard britannico († 1961)
- 1884 - Heinrich Schneidereit, sollevatore e tiratore di fune tedesco († 1915)
- 1885 - Arnaldo Azzi, generale e politico italiano († 1957)
- 1885 - Pierre Brissaud, pittore e illustratore francese († 1964)
- 1885 - Olga Brunner, mecenate italiana († 1961)
- 1885 - Leonello Casucci, compositore italiano († 1975)
- 1885 - Lukas Nielsen, ginnasta danese († 1964)
- 1885 - Mohan Shamsher Jang Bahadur Rana, politico nepalese († 1967)
- 1885 - Augusto Rosso, diplomatico italiano († 1964)
- 1885 - George Lorenzo Zundel, micologo statunitense († 1950)
- 1886 - John Cromwell, regista, attore e impresario teatrale statunitense († 1979)
- 1886 - Albert Ehrenstein, scrittore, poeta e critico letterario austriaco († 1950)
- 1887 - Eric Blore, attore britannico († 1959)
- 1887 - Pietro Carlo Borlenghi, baritono italiano († 1973)
- 1887 - Anastasios Orlandos, architetto e archeologo greco († 1979)
- 1888 - Francesco Antonio Repaci, economista italiano († 1978)
- 1888 - Christa Winsloe, romanziera, drammaturga e scultrice ungherese († 1944)
- 1888 - Friedrich Wolf, scrittore, drammaturgo e diplomatico tedesco († 1953)
- 1889 - János Kmetty, pittore ungherese († 1975)
- 1889 - Auguste Tousset, calciatore francese († 1937)
- 1890 - Willy Baumgärtner, calciatore tedesco († 1953)
- 1891 - Giulio Camber Barni, poeta, avvocato e militare italiano († 1941)
- 1891 - Kurt von der Chevallerie, generale tedesco († 1945)
- 1891 - Ivo Coccia, avvocato, politico e antifascista italiano († 1979)
- 1891 - Cy Denneny, hockeista su ghiaccio canadese († 1970)
- 1891 - Diaderico Raffaldini, calciatore italiano († 1955)
- 1891 - Xavier Vallat, avvocato, giornalista e politico francese († 1972)
- 1892 - Maria Gargani, religiosa italiana († 1973)
- 1892 - Sarra Dmitrievna Lebedeva, scultrice sovietica († 1967)
- 1892 - Franciszek Rogaczewski, presbitero polacco († 1940)
- 1892 - Fredrik Vogt, ingegnere norvegese († 1970)
- 1893 - Roy Brown, aviatore canadese († 1944)
- 1893 - Giuseppe Caraci, geografo e storico italiano († 1970)
- 1893 - José Castellanos Contreras, militare e diplomatico salvadoregno († 1977)
- 1893 - Raymond Cazanave, fumettista, scrittore e pedagogista francese († 1961)
- 1893 - Sholto Douglas, generale britannico († 1969)
- 1893 - Ann Pennington, ballerina e attrice statunitense († 1971)
- 1893 - Hans Schmidt, calciatore e allenatore di calcio tedesco († 1971)
- 1893 - Giuseppe Turbiani, arbitro di calcio e dirigente sportivo italiano († 1959)
- 1894 - Aldo Bocchese, militare e aviatore italiano († 1976)
- 1894 - Elena Ciamarra Cammarano, pittrice e pianista italiana († 1981)
- 1894 - Gino Corazza, calciatore italiano († 1959)
- 1894 - Émile Cornic, schermidore francese († 1964)
- 1894 - Carlo Orelli, militare e supercentenario italiano († 2005)
- 1894 - Alberto Pascal, matematico italiano († 1918)
- 1895 - Adolfo Baiocchi, politico italiano
- 1895 - Adriaan Koonings, allenatore di calcio e calciatore olandese († 1963)
- 1895 - Smilo von Lüttwitz, generale tedesco († 1975)
- 1895 - Walter Schilling, generale tedesco († 1943)
- 1895 - Vincenzo Soffientini, calciatore italiano
- 1896 - Angelo Di Rocco, politico italiano († 1968)
- 1896 - Fausto Lazotti, calciatore italiano
- 1896 - Máiréad Ní Ghráda, drammaturga e poetessa irlandese († 1971)
- 1896 - Giuseppe Tomasi di Lampedusa, nobile e scrittore italiano († 1957)
- 1897 - Aldo Bandinelli, pittore e illustratore italiano († 1977)
- 1897 - René Borjas, calciatore uruguaiano († 1931)
- 1897 - Julien Carette, attore francese († 1966)
- 1897 - Rafael Rivelles, attore spagnolo († 1971)
- 1898 - Luigi Filippo Benedettini, militare e politico italiano († 1978)
- 1898 - Angelina Cabras, matematica italiana († 1993)
- 1898 - Simon de Lanfranchi, lottatore francese
- 1898 - Ray Hornberger, calciatore statunitense († 1976)
- 1898 - Stella Nardari, supercentenaria italiana († 2012)
- 1898 - Fëdor Aleksandrovič Romanov, principe russo († 1968)
- 1898 - Joseph Striker, attore statunitense († 1974)
- 1899 - Aldo Capitini, filosofo, politico e antifascista italiano († 1968)
- 1899 - Richard Schweizer, sceneggiatore svizzero († 1965)
- 1900 - Kenneth Barker, attore britannico († 1986)
- 1900 - Marie Bell, attrice francese († 1985)
- 1900 - Arnold Bode, pittore tedesco († 1977)
- 1900 - André Dupont-Sommer, orientalista francese († 1983)
- 1900 - Jorge del Moral, compositore e pianista messicano († 1941)

## XX secolo(757)
- 1901 - Francesco Audisio, calciatore italiano († 1992)
- 1901 - Salvino Chiereghin, critico musicale e critico letterario italiano († 1968)
- 1901 - Clemente Gaddi, arcivescovo cattolico italiano († 1993)
- 1901 - Felice Gremo, ciclista su strada italiano († 1994)
- 1901 - Giovanni Rasia Dal Polo, calciatore italiano († 1981)
- 1901 - Giovanni Sodano, politico italiano († 1991)
- 1902 - Agnes Flanagan, truccatrice, parrucchiera e attrice statunitense († 1985)
- 1902 - Lelio Gelli, scultore italiano († 1975)
- 1902 - Virgilio Guzzi, pittore italiano († 1978)
- 1902 - Norman Maclean, scrittore statunitense († 1990)
- 1902 - Charan Singh, politico indiano († 1987)
- 1903 - Armand Blanchonnet, ciclista su strada francese († 1968)
- 1903 - Bolesław Kominek, cardinale e arcivescovo cattolico polacco († 1974)
- 1903 - Nevio Skull, imprenditore e politico italiano († 1945)
- 1904 - Ennio Francia, presbitero, critico d'arte e storico dell'arte italiano († 1995)
- 1905 - Georg Euler, calciatore tedesco
- 1905 - Armando François, aviatore italiano († 1955)
- 1905 - Ernst Hermann Himmler, militare, funzionario e ingegnere tedesco († 1945)
- 1905 - Joe Kopcha, giocatore di football americano statunitense († 1986)
- 1905 - František Tyrpekl, calciatore cecoslovacco († 1985)
- 1906 - Alice Kober, latinista statunitense († 1950)
- 1906 - Tossy Spivakovsky, violinista statunitense († 1998)
- 1906 - Giordano Bruno Verdesi, imprenditore e dirigente d'azienda italiano († 1982)
- 1907 - Gioacchino Dallari, politico, giornalista e agronomo italiano
- 1907 - Rina Franchetti, attrice italiana († 2010)
- 1907 - James Roosevelt, politico e generale statunitense († 1991)
- 1907 - Avraham Stern, militare e poeta israeliano († 1942)
- 1907 - Ulanhu, generale e politico cinese († 1988)
- 1907 - Ettore Zini, allenatore di calcio e calciatore italiano († 1987)
- 1908 - Hugo Hadwiger, matematico svizzero († 1981)
- 1908 - Yousuf Karsh, fotografo canadese († 2002)
- 1908 - Sergéj Urusévskij, direttore della fotografia e regista sovietico († 1974)
- 1909 - Maurice Denham, attore britannico († 2002)
- 1909 - Barney Ross, pugile statunitense († 1967)
- 1909 - Riichi Sekiyama, giocatore di go giapponese († 1970)
- 1909 - Mario Tortora, medico italiano († 1994)
- 1909 - Joachim Werner, archeologo tedesco († 1994)
- 1910 - Giacomo Giuseppe Beltritti, patriarca cattolico italiano († 1992)
- 1910 - Tobias Dohrn, archeologo e etruscologo tedesco († 1990)
- 1910 - Alexander Lowen, psicoterapeuta e psichiatra statunitense († 2008)
- 1910 - Kurt Meyer, generale tedesco († 1961)
- 1910 - Johnny Pawk, cestista statunitense († 2004)
- 1910 - Amerigo Penzo, cestista e allenatore di pallacanestro italiano († 1995)
- 1910 - Maria Mercedes di Borbone-Due Sicilie, principessa spagnola († 2000)
- 1911 - Wilbur Coen, tennista statunitense († 1988)
- 1911 - Francesco De Virgilio, ingegnere italiano († 1995)
- 1911 - Jackie Gardiner, calciatore scozzese († 1965)
- 1911 - James Gregory, attore statunitense († 2002)
- 1911 - Andrea Gualandi, partigiano italiano († 1944)
- 1911 - Niels Kaj Jerne, immunologo danese († 1994)
- 1912 - Josef Greindl, basso tedesco († 1993)
- 1912 - Maner Lualdi, aviatore, giornalista e regista italiano († 1968)
- 1912 - Pierre Skawinski, velocista francese († 2009)
- 1913 - Kalevi Ihalainen, cestista e hockeista su ghiaccio finlandese († 1995)
- 1913 - Nunzio Incannamorte, militare italiano († 1943)
- 1913 - Şehzade Mahmud Namik, principe ottomano († 1963)
- 1914 - Aramis Ammannato, generale e aviatore italiano († 2007)
- 1914 - Dezider Kardoš, compositore slovacco († 1991)
- 1915 - Emmanuel Aznar, calciatore francese († 1970)
- 1915 - Jean Brooks, attrice statunitense († 1963)
- 1916 - Samuele Andreucci, politico italiano († 1979)
- 1916 - Erich Cuntz, hockeista su prato tedesco († 1975)
- 1916 - Arpenik Nalbandyan, pittrice e artista sovietica († 1964)
- 1916 - Dino Risi, regista e sceneggiatore italiano († 2008)
- 1916 - John D. Winters, storico e docente statunitense († 1997)
- 1917 - Mykola Get'man, pittore ucraino († 2004)
- 1918 - Thomas Heggen, scrittore statunitense († 1949)
- 1918 - Kumar Pallana, attore indiano († 2013)
- 1918 - Helmut Schmidt, politico tedesco († 2015)
- 1919 - Armando Ferreira, calciatore portoghese († 2005)
- 1919 - Hugo Romani, compositore e cantante argentino († 2016)
- 1919 - Sergio Sandrini, calciatore italiano
- 1919 - Gianluca Spinola, partigiano italiano († 1944)
- 1919 - Kenneth Taylor, generale statunitense († 2006)
- 1920 - Birger Malmsten, attore svedese († 1991)
- 1920 - Alan North, attore statunitense († 2000)
- 1920 - Giuseppe Santaniello, giurista italiano († 2015)
- 1921 - Isabel Alfaro, cestista messicana († 2009)
- 1921 - Guerrino Carraro, calciatore e allenatore di calcio italiano († 2012)
- 1921 - Luigi Frigerio, calciatore italiano
- 1921 - Julio Gámez, cestista dominicano († 2011)
- 1921 - Wanda Ferragamo, imprenditrice italiana († 2018)
- 1921 - Charles Millot, attore francese († 2003)
- 1921 - Silvio Naldi, calciatore italiano († 2010)
- 1921 - Gerald S. O'Loughlin, attore statunitense († 2015)
- 1921 - Helena Rakoczy, ginnasta polacca († 2014)
- 1921 - Ed Sampson, hockeista su ghiaccio statunitense († 1974)
- 1921 - Lilia Silvi, attrice italiana († 2013)
- 1922 - Jean Marie Bosser, botanico francese († 2013)
- 1922 - Filippo Grandi, politico e avvocato italiano
- 1922 - Micheline Ostermeyer, discobola, pesista e altista francese († 2001)
- 1922 - Pastor Rodríguez, ciclista su strada spagnolo
- 1922 - Alberto Testa, danzatore e coreografo italiano († 2019)
- 1922 - Calder Willingham, scrittore e sceneggiatore statunitense († 1995)
- 1923 - Pietro Grosso, calciatore italiano († 1957)
- 1923 - Libero Novara, calciatore italiano († 1988)
- 1923 - Giuliana Pistoso, scrittrice e editrice italiana († 2005)
- 1923 - José Serra Gil, ciclista su strada spagnolo († 2002)
- 1923 - James Stockdale, ammiraglio statunitense († 2005)
- 1923 - Richard A. Teague, designer statunitense († 1991)
- 1923 - Franco Zauli, compositore, paroliere e pianista italiano († 2006)
- 1924 - Richard E. Bush, militare statunitense († 2004)
- 1924 - Matthäus Hetzenauer, militare tedesco († 2004)
- 1924 - Bob Kurland, cestista statunitense († 2013)
- 1924 - Hans Bernhard Meyer, presbitero austriaco († 2002)
- 1925 - Pierre Bérégovoy, politico francese († 1993)
- 1925 - Harry Guardino, attore statunitense († 1995)
- 1925 - Surinder Kapoor, produttore cinematografico indiano († 2011)
- 1925 - Mohamed Mzali, politico tunisino († 2010)
- 1926 - Robert Bly, poeta statunitense († 2021)
- 1926 - Jack Burmaster, cestista, allenatore di pallacanestro e dirigente sportivo statunitense († 2005)
- 1926 - Lev Izrailevič Cucul'kovskij, regista sovietico († 2016)
- 1926 - Allen Forte, teorico musicale e musicologo statunitense († 2014)
- 1926 - Heinz Graffunder, architetto tedesco († 1994)
- 1926 - Joseíto, allenatore di calcio e calciatore spagnolo († 2007)
- 1926 - Jorge Medina Estévez, cardinale e arcivescovo cattolico cileno († 2021)
- 1926 - Plinio Mesciulam, artista, pittore e scultore italiano († 2021)
- 1926 - Tullio Rochlitzer, cestista e allenatore di pallacanestro italiano († 2006)
- 1927 - Maurice Chollet, cestista svizzero († 2017)
- 1927 - John Cockett, hockeista su prato britannico († 2020)
- 1927 - Paolo De Benedetti, teologo e biblista italiano († 2016)
- 1927 - Giuseppe Federico Mancini, giurista italiano († 1999)
- 1927 - Nevol Querci, politico italiano († 2000)
- 1927 - Aleksandr Vedernikov, basso sovietico († 2018)
- 1928 - Michael Philip Candy, astronomo britannico († 1994)
- 1928 - Joaquín Capilla, tuffatore messicano († 2010)
- 1928 - Billy Cook, serial killer statunitense († 1952)
- 1928 - Emanuele Riverso, filosofo italiano († 2007)
- 1928 - Mimmo Scarano, giornalista, dirigente d'azienda e autore televisivo italiano († 2017)
- 1929 - Chet Baker, trombettista e cantante statunitense († 1988)
- 1929 - Charles Bentley, geofisico statunitense († 2017)
- 1929 - Mennato Boffa, pilota automobilistico italiano († 1996)
- 1929 - Don Donovan, calciatore irlandese († 2013)
- 1929 - Hugh Faulkner, cestista statunitense († 1999)
- 1929 - Victor Marchetti, agente segreto e scrittore statunitense († 2018)
- 1929 - Victorio Oliver Domingo, vescovo cattolico spagnolo
- 1929 - Antonina Seredina, canoista sovietica († 2016)
- 1929 - Paweł Sobek, calciatore polacco († 2015)
- 1930 - Colin Blakely, attore britannico († 1987)
- 1930 - Lorenzo Caratti di Valfrei, genealogista e araldista italiano († 2007)
- 1930 - Ana Casares, attrice polacca († 2007)
- 1930 - Shahdi Langroudi, poeta iraniano († 1993)
- 1930 - Jean Stewart, nuotatrice neozelandese († 2020)
- 1931 - Johnny Brooks, calciatore inglese († 2016)
- 1931 - Dalmacio Negro Pavón, filosofo e politologo spagnolo († 2024)
- 1931 - Dan Swartz, cestista statunitense († 1997)
- 1931 - Maria Tipo, pianista italiana († 2025)
- 1931 - Marijke van Hemeldonck, politica e attivista belga
- 1932 - Francesco Bizzai, ex calciatore italiano
- 1932 - Vincenzo Croce, astrofisico, scrittore e divulgatore scientifico italiano († 2011)
- 1932 - Noël Foré, ciclista su strada e pistard belga († 1994)
- 1932 - Germano de Figueiredo, calciatore portoghese († 2004)
- 1932 - Thomas Kibble, fisico britannico († 2016)
- 1932 - Luciano Padovese, teologo italiano († 2022)
- 1933 - Akihito, imperatore giapponese
- 1934 - Antonio Ciancio, politico italiano
- 1934 - Claudio Scimone, direttore d'orchestra italiano († 2018)
- 1934 - Settela Steinbach, olandese († 1944)
- 1935 - Hans-Georg Anscheidt, pilota motociclistico tedesco
- 1935 - Paul Hornung, giocatore di football americano statunitense († 2020)
- 1935 - Esther Phillips, cantante statunitense († 1984)
- 1936 - Tecla Famiglietti, religiosa italiana († 2020)
- 1936 - Frederic Forrest, attore statunitense († 2023)
- 1936 - Julij Kim, compositore, poeta e cantautore russo
- 1936 - Silvano Micele, politico italiano
- 1936 - Stanisław Napierała, vescovo cattolico polacco
- 1936 - James Stacy, attore statunitense († 2016)
- 1936 - Willie Wood, giocatore di football americano statunitense († 2020)
- 1936 - Franco Zaglio, ex calciatore italiano
- 1937 - Karol Bobko, astronauta e ingegnere statunitense († 2023)
- 1937 - Peter Medak, regista ungherese
- 1937 - Francesco Maria Tosi Beleffi, dirigente pubblico e vigile del fuoco italiano († 2014)
- 1937 - Jimmy Van Eaton, batterista statunitense († 2024)
- 1938 - Farhad Daftary, islamista iraniano
- 1938 - Robert Kahn, informatico statunitense
- 1939 - Giacomo Aimoni, saltatore con gli sci italiano
- 1939 - Giovanni Burlando, pilota motociclistico italiano († 2017)
- 1939 - Luca Giurato, giornalista e conduttore televisivo italiano († 2024)
- 1939 - Marzio Strassoldo, politico e economista italiano († 2017)
- 1940 - Jorma Kaukonen, chitarrista statunitense
- 1940 - Alberto Novelli, ex calciatore e allenatore di calcio italiano
- 1940 - Alberto Trotta, pittore e incisore italiano († 1990)
- 1941 - Ron Bushy, batterista e designer statunitense († 2021)
- 1941 - Joseph Coleman Carter, storico e scrittore statunitense
- 1941 - Freddie Crawford, ex cestista statunitense
- 1941 - Henri Duparc, regista e sceneggiatore guineano († 2006)
- 1941 - Thierno Faty Sow, regista, sceneggiatore e attore senegalese († 2009)
- 1941 - Tim Hardin, cantautore statunitense († 1980)
- 1941 - Kim Seungok, scrittore, sceneggiatore e regista cinematografico sudcoreano
- 1941 - Sylvia Lewis, nuotatrice britannica
- 1941 - Serge Reding, sollevatore belga († 1975)
- 1942 - John Benson, calciatore, allenatore di calcio e dirigente sportivo scozzese († 2010)
- 1942 - Quentin Bryce, avvocato e docente australiana
- 1942 - Tillie K. Fowler, politica e avvocato statunitense († 2005)
- 1942 - Guerrino Maculan, cuoco e personaggio televisivo italiano
- 1942 - Dominique Manotti, scrittrice francese
- 1942 - Natale Massara, compositore, direttore d'orchestra e arrangiatore italiano
- 1942 - Rosario Messina, imprenditore italiano († 2011)
- 1942 - Grynet Molvig, attrice e cantante norvegese
- 1942 - Robert Smith Walker, politico statunitense
- 1943 - Gianni Ambrosio, vescovo cattolico italiano
- 1943 - Michail Leonidovič Gromov, matematico russo
- 1943 - Elizabeth Hartman, attrice statunitense († 1987)
- 1943 - Butler W. Lampson, informatico statunitense
- 1943 - Dave Lattin, ex cestista statunitense
- 1943 - Terry Peder Rasmussen, serial killer e militare statunitense († 2010)
- 1943 - Harry Shearer, attore, comico e doppiatore statunitense
- 1943 - Inder Singh, ex calciatore e allenatore di calcio indiano
- 1943 - Silvia Sommerlath, regina tedesca
- 1943 - Michele Ventura, politico italiano
- 1944 - Maurizio Amati, produttore cinematografico italiano
- 1944 - Wesley Clark, generale statunitense
- 1944 - Anna Foa, storica italiana
- 1944 - Enneüs Heerma, politico olandese († 1999)
- 1944 - Paolo Lombardi, attore e doppiatore italiano
- 1944 - Elikia M'Bokolo, storico congolese (Repubblica Democratica del Congo)
- 1944 - Costante Portatadino, politico italiano
- 1945 - Victor Agbanou, vescovo cattolico beninese
- 1945 - Georges Aperghis, compositore greco
- 1945 - Alberto Castagna, giornalista, conduttore televisivo e autore televisivo italiano († 2005)
- 1945 - Antonio Cervantes, ex pugile colombiano
- 1945 - Mario Demuru Zidda, politico italiano
- 1945 - Arnfinn Espeseth, ex calciatore norvegese
- 1945 - Adli Mansur, magistrato e ex politico egiziano
- 1945 - Félix Piñero, ex schermidore venezuelano
- 1945 - Isabella Seragnoli, imprenditrice e filantropa italiana
- 1946 - Flemming Ahlberg, ex calciatore danese
- 1946 - Robbie Dupree, cantante e chitarrista statunitense
- 1946 - Frye Gaillard, storico e scrittore statunitense
- 1946 - Helen Gourlay, ex tennista australiana
- 1946 - Rosalba Grottesi, attrice italiana
- 1946 - Edita Gruberová, soprano slovacco († 2021)
- 1946 - Slobodan Janković, ex calciatore jugoslavo
- 1946 - Susan Lucci, attrice statunitense
- 1946 - Ray Tabano, chitarrista statunitense
- 1946 - Gaetano Valenti, politico italiano († 2022)
- 1946 - Jan Wojnowski, sollevatore polacco († 1990)
- 1947 - Egidio Bisol, vescovo cattolico italiano
- 1947 - Graham Bonnet, cantante britannico
- 1947 - Henri Duvillard, ex sciatore alpino francese
- 1947 - Deborah Findlay, attrice britannica
- 1947 - Safar Iranpak, calciatore iraniano († 2009)
- 1947 - Richard Overy, storico britannico
- 1947 - Bill Rodgers, ex maratoneta statunitense
- 1947 - Oleksandr Semenovyč Zelens'kyj, ingegnere ucraino
- 1948 - Maurizio Basile, dirigente d'azienda e dirigente pubblico italiano
- 1948 - David Davis, politico britannico
- 1948 - Glenn Dicterow, violinista e docente statunitense
- 1948 - Stefan Dörflinger, pilota motociclistico svizzero
- 1948 - Nevio Favaro, ex calciatore italiano
- 1948 - Jack Ham, giocatore di football americano statunitense
- 1948 - John Peter Huchra, astronomo e docente statunitense († 2010)
- 1948 - Antonino Laudicina, politico italiano
- 1948 - Charles Herbert, attore statunitense († 2015)
- 1948 - Rick Wohlhuter, ex mezzofondista statunitense
- 1949 - Adrian Belew, chitarrista e cantante statunitense
- 1949 - Christian Delacampagne, filosofo e scrittore francese († 2007)
- 1949 - Gilbert Dussier, calciatore lussemburghese († 1979)
- 1949 - Ivan Kostov, politico bulgaro
- 1949 - Corrado Pizziolo, vescovo cattolico italiano
- 1949 - Jean-Noël Rey, politico svizzero († 2016)
- 1949 - François Suchanecki, ex schermidore svizzero
- 1949 - Ella Vogelaar, politica e sindacalista olandese († 2019)
- 1949 - Ugo Zampetti, funzionario italiano
- 1950 - Cyro Baptista, percussionista brasiliano
- 1950 - Michael C. Burgess, politico statunitense
- 1950 - Richard Dannatt, barone Dannatt, generale britannico
- 1950 - Vicente del Bosque, ex calciatore e allenatore di calcio spagnolo
- 1950 - Davitt Moroney, clavicembalista, organista e musicologo britannico
- 1950 - Gerda Schouten, cestista olandese († 2018)
- 1951 - Ștefania Borș, ex cestista rumena
- 1951 - Quinídio Correia, politico portoghese
- 1951 - Anthony Phillips, chitarrista, polistrumentista e compositore britannico
- 1951 - Kevin Restani, cestista e allenatore di pallacanestro statunitense († 2010)
- 1952 - Sergio Andreis, politico e attivista italiano
- 1952 - Alex Bruce, ex calciatore scozzese
- 1952 - Alberto Carpinteri, ingegnere italiano
- 1952 - William Kristol, giornalista statunitense
- 1952 - David Loebsack, politico e insegnante statunitense
- 1953 - Richard Band, compositore statunitense
- 1953 - John Callahan, attore statunitense († 2020)
- 1953 - Marco Fodde, fotografo e giornalista italiano
- 1953 - George Gibbs, ex calciatore inglese
- 1953 - Naiqama Lalabalavu, politico figiano
- 1953 - Belinda Lang, attrice britannica
- 1953 - Marija Vladimirovna Romanova, russo
- 1953 - Serginho Chulapa, allenatore di calcio e ex calciatore brasiliano
- 1953 - Györgyi Vertetics, ex cestista ungherese
- 1954 - Sid Bruinsma, ex cestista olandese
- 1954 - Ohman Chehaibi, ex calciatore tunisino
- 1954 - Ludmiła Janowska, ex cestista polacca
- 1954 - Carlos Peinado, ex cestista e commentatore televisivo uruguaiano
- 1954 - Donald Ray Pollock, scrittore statunitense
- 1954 - Brian Teacher, allenatore di tennis e ex tennista statunitense
- 1955 - Stefan Arngrim, attore canadese
- 1955 - Francesco Cataluccio, scrittore, critico letterario e archivista italiano
- 1955 - Susanna Cherchi, politica italiana
- 1955 - Tadeusz Dembończyk, sollevatore polacco († 2004)
- 1955 - Carol Ann Duffy, poetessa e drammaturga scozzese
- 1955 - Salvatore Garritano, allenatore di calcio e ex calciatore italiano
- 1955 - Victoire Jasmin, politica francese († 2023)
- 1955 - Grace Knight, cantautrice e musicista britannica
- 1955 - Paul Kratka, attore statunitense
- 1955 - Li Fubao, calciatore cinese († 2025)
- 1955 - Andy McIntyre, ex rugbista a 15 australiano
- 1955 - Junji Nishimura, regista giapponese
- 1955 - Loris Stafoggia, arbitro di calcio e dirigente sportivo italiano († 2010)
- 1956 - Michele Alboreto, pilota automobilistico italiano († 2001)
- 1956 - Stephen Bray, cantautore, batterista e produttore discografico statunitense
- 1956 - Graziano Cesari, dirigente sportivo e ex arbitro di calcio italiano
- 1956 - Rachel Gezesster, ex cestista israeliana
- 1956 - Jon Giesler, ex giocatore di football americano statunitense
- 1956 - Jesús Huerta de Soto, economista spagnolo
- 1956 - Dave Murray, chitarrista britannico
- 1956 - Filippo Porcelli, scrittore, autore televisivo e regista italiano
- 1956 - Carola Stagnaro, attrice e doppiatrice italiana
- 1957 - Rob Barel, triatleta olandese
- 1957 - Gaetano Gebbia, allenatore di pallacanestro italiano († 2024)
- 1957 - Vito, comico, cabarettista e attore italiano
- 1958 - Emanuele Barresi, attore italiano
- 1958 - Fabrizio Dorsi, direttore d'orchestra e musicologo italiano
- 1958 - Vittorio Guerrieri, doppiatore, attore e direttore del doppiaggio italiano
- 1958 - Joan Severance, supermodella e attrice statunitense
- 1958 - Paula-Mae Weekes, politica trinidadiana
- 1959 - Ulla Bastrup, ex calciatrice e allenatrice di calcio danese
- 1959 - Giuseppe Ercole Bellachioma, politico italiano
- 1959 - Peer Danefeld, allenatore di calcio danese
- 1959 - Victoire Tomegah Dogbé, politica togolese
- 1959 - Luis Suárez, allenatore di calcio e ex calciatore colombiano
- 1959 - Geoff Willis, ingegnere britannico
- 1960 - Yukito Ayatsuji, scrittore giapponese
- 1960 - Roberto Lacedelli, giocatore di curling italiano
- 1960 - Zindzi Mandela, attivista, diplomatica e scrittrice sudafricana († 2020)
- 1960 - Miyuki Miyabe, scrittrice giapponese
- 1960 - David Pasquesi, attore e comico statunitense
- 1960 - Philip Szanyiel, ex cestista e allenatore di pallacanestro francese
- 1960 - Edward Joseph Weisenburger, arcivescovo cattolico statunitense
- 1961 - Roberto Cingolani, fisico e dirigente d'azienda italiano
- 1961 - Angelo De Robertis, conduttore radiofonico e direttore artistico italiano
- 1961 - Giorgio Fede, politico italiano
- 1961 - Jean-Philippe Rohr, ex calciatore francese
- 1961 - Amara Simba, ex calciatore senegalese
- 1961 - Anatolij Ždanovič, biatleta russo
- 1961 - ʿIzzat al-Qamḥāwī, giornalista e scrittore egiziano
- 1962 - Romolo Casamonica, ex pugile italiano
- 1962 - Eleonora Danco, attrice, drammaturga e regista teatrale italiana
- 1962 - Edgar Domínguez, ex calciatore ecuadoriano
- 1962 - Bertrand Gachot, ex pilota automobilistico belga
- 1962 - Stefan Hell, biochimico rumeno
- 1962 - Sass Jordan, cantante canadese
- 1962 - Keiji Muto, ex wrestler giapponese
- 1962 - Jaime Ordiales, ex calciatore messicano
- 1962 - Ken Paxton, politico, avvocato e magistrato statunitense
- 1962 - Peter Ramsey, regista, illustratore e sceneggiatore statunitense
- 1962 - Laura Rangoni, gastronoma, giornalista e scrittrice italiana († 2022)
- 1962 - Jerry Reynolds, ex cestista e allenatore di pallacanestro statunitense
- 1962 - Giuseppe Romeo, saggista e giornalista italiano
- 1962 - Luigi Sardiello, regista e sceneggiatore italiano
- 1962 - Trần Anh Hùng, regista e sceneggiatore vietnamita
- 1963 - Snežana Božinović, ex cestista jugoslava
- 1963 - Roberto Fornaciari, vescovo cattolico italiano
- 1963 - Jim Harbaugh, ex giocatore di football americano e allenatore di football americano statunitense
- 1963 - Jess Harnell, doppiatore e cantante statunitense
- 1963 - Francesco Patton, presbitero italiano
- 1963 - Randy Samuel, ex calciatore canadese
- 1963 - Donna Tartt, scrittrice statunitense
- 1964 - Antonio Baravalle, dirigente d'azienda italiano
- 1964 - Norman Bellingham, ex canoista statunitense
- 1964 - Andrew Cooper, ex canottiere australiano
- 1964 - Aldo Di Biagio, politico italiano
- 1964 - Andrew Gabel, ex pattinatore di short track statunitense
- 1964 - Keith Gatlin, ex cestista e allenatore di pallacanestro statunitense
- 1964 - Jens Heppner, dirigente sportivo e ex ciclista su strada tedesco
- 1964 - Shelley Malil, attore indiano
- 1964 - Pierluigi Peracchini, politico italiano
- 1964 - Eddie Vedder, cantautore e musicista statunitense
- 1965 - Daina Gudzinevičiūtė, tiratrice a volo lituana
- 1965 - Christian Hauswirth, ex saltatore con gli sci svizzero
- 1965 - Jeong Mi-gyeong, ex cestista sudcoreana
- 1965 - Andreas Kappes, pistard e ciclista su strada tedesco († 2018)
- 1965 - Clifford Lett, ex cestista statunitense
- 1965 - Fabio Magrini, ex sollevatore italiano
- 1965 - Andrea Ricci, politico italiano
- 1965 - Ivars Zankovskis, ex cestista lettone
- 1966 - Víctor Aragón, ex calciatore boliviano
- 1966 - Badi Assad, chitarrista e cantante brasiliana
- 1966 - Joe Camilleri, ex calciatore maltese
- 1966 - Andrea Csávás, ex cestista ungherese
- 1966 - Frank Edmond, ex calciatore tedesco orientale
- 1966 - Oscar García, ex schermidore cubano
- 1966 - Terry Gibson, ex calciatore inglese
- 1966 - Gino Lettieri, allenatore di calcio e ex calciatore italiano
- 1966 - Stefania Orlando, conduttrice televisiva, showgirl e cantante italiana
- 1966 - Clément Oubrerie, disegnatore francese
- 1966 - Cláudia Raia, attrice, ballerina e attivista brasiliana
- 1966 - Mario Röser, ex calciatore tedesco orientale
- 1966 - Bobby Schayer, batterista statunitense
- 1967 - Steve Barker, ex calciatore e allenatore di calcio sudafricano
- 1967 - Carla Bruni, cantautrice, attrice e supermodella italiana
- 1967 - Vincenzo Cavazzana, allenatore di pallacanestro e ex cestista italiano
- 1967 - Thomas Ernst, dirigente sportivo e ex calciatore tedesco
- 1967 - Petr Hrdlička, ex tiratore a volo cecoslovacco
- 1967 - Lamar Lathon, ex giocatore di football americano statunitense
- 1967 - Zheng Dongmei, ex cestista cinese
- 1968 - Louise Bours, politica britannica
- 1968 - Angela Jones, attrice statunitense
- 1968 - Gai Mattiolo, stilista italiano
- 1968 - Zoran Mijucić, calciatore serbo († 2009)
- 1968 - Manuel Rivera-Ortiz, fotografo statunitense
- 1968 - Sandra Roelofs, diplomatica e attivista olandese
- 1968 - Ol'ga Şişigina, ex ostacolista kazaka
- 1968 - René Tretschok, ex calciatore tedesco
- 1969 - Greg Biffle, pilota automobilistico statunitense
- 1969 - Erik Brødreskift, batterista norvegese († 1999)
- 1969 - Martha Byrne, attrice statunitense
- 1969 - Patrizio Cigliano, attore, drammaturgo e regista teatrale italiano
- 1969 - Nick Moran, attore, sceneggiatore e regista britannico
- 1969 - Angelika Neuner, ex slittinista austriaca
- 1969 - Günter Perl, ex arbitro di calcio tedesco
- 1969 - Davide Pianezze, fotoreporter italiano
- 1969 - Pascal Picotte, pilota motociclistico canadese
- 1969 - Goran Sudžuka, illustratore croato
- 1969 - Rolando Valverde, ex giocatore di calcio a 5 costaricano
- 1970 - Gionata Bernasconi, scrittore svizzero
- 1970 - Shannon Bream, giornalista e avvocato statunitense
- 1970 - Jacek Kacprzak, allenatore di calcio e ex calciatore polacco
- 1970 - Jeff Landry, politico statunitense
- 1970 - Bryce Lawrence, arbitro di rugby a 15 neozelandese
- 1970 - Catriona Le May Doan, ex pattinatrice di velocità su ghiaccio canadese
- 1970 - Nigo, designer, imprenditore e disc jockey giapponese
- 1970 - Karine Polwart, cantautrice scozzese
- 1970 - Romary Rifka, ex altista messicana
- 1970 - Amjad Sabri, cantante pakistano († 2016)
- 1970 - Luciano Scarpa, attore italiano
- 1970 - Fabio Spagnoli, ex cestista italiano
- 1971 - Tamir Bloom, schermidore statunitense
- 1971 - Alessio Buccolini, doppiatore italiano
- 1971 - Paul Camilleri, astronomo australiano
- 1971 - Riccardo Castagna, allenatore di calcio e ex calciatore italiano
- 1971 - Corey Haim, attore canadese († 2010)
- 1971 - Jo Johnson, politico britannico
- 1971 - Aqan Sataev, regista kazako
- 1971 - Steve Stenstrom, ex giocatore di football americano statunitense
- 1971 - Wim Vansevenant, ex ciclista su strada belga
- 1971 - Masayoshi Yamazaki, cantautore e chitarrista giapponese
- 1972 - Dries Boussatta, ex calciatore olandese
- 1972 - Pablo Cardozo, ex calciatore australiano
- 1972 - Alessandro Casadei, ex calciatore sammarinese
- 1972 - Morgan, cantautore, polistrumentista e personaggio televisivo italiano
- 1972 - Yūko Emoto, ex judoka giapponese
- 1972 - Christian Potenza, attore e doppiatore canadese
- 1973 - Guglielmo Arena, allenatore di calcio italiano
- 1973 - Gala León García, allenatrice di tennis e ex tennista spagnola
- 1973 - Narciso dos Santos, ex calciatore brasiliano
- 1973 - Anesti Qendro, ex calciatore albanese
- 1973 - Ahmad Omar Sa'id Shaykh, terrorista britannico
- 1974 - Suchrab Achmedov, generale russo
- 1974 - Alfio Consoli, cantautore e musicista italiano
- 1974 - Francesco D'Ippolito, fumettista italiano
- 1974 - Agustín Delgado, ex calciatore ecuadoriano
- 1974 - Cuca Gamarra, politica e avvocata spagnola
- 1974 - Géza Imre, schermidore ungherese
- 1974 - Joe Jurevicius, ex giocatore di football americano e allenatore di football americano statunitense
- 1974 - Daniele Mondello, disc jockey italiano
- 1974 - Matthew Robinson, ex calciatore inglese
- 1975 - Robert Bartko, ex pistard e ciclista su strada tedesco
- 1975 - Cindy Blodgett, ex cestista e allenatrice di pallacanestro statunitense
- 1975 - Yasmin Levy, cantante e cantautrice israeliana
- 1975 - Roger Olmos, illustratore spagnolo
- 1975 - Lady Starlight, cantante e disc jockey statunitense
- 1975 - Antonio Tavares, allenatore di calcio e ex calciatore mauritano
- 1975 - Billy Thomas, ex cestista statunitense
- 1975 - Zenaida Yanowsky, ballerina spagnola
- 1975 - Mario Čižmek, ex calciatore croato
- 1975 - Ali ibn al-Husayn, giordano
- 1976 - Stefano Bonetti, pilota motociclistico italiano
- 1976 - Kris Brown, giocatore di football americano statunitense
- 1976 - Julija Čepalova, ex fondista russa
- 1976 - Gilberto de Godoy, pallavolista brasiliano
- 1976 - Joanna Hayes, ex ostacolista statunitense
- 1976 - Sergej Jakirović, allenatore di calcio e ex calciatore bosniaco
- 1976 - Torsten Jansen, allenatore di pallamano e ex pallamanista tedesco
- 1976 - Kyle Kinane, comico e attore statunitense
- 1976 - Vjačeslav Kunaev, ex biatleta russo
- 1976 - Riccardo Marchesi, allenatore di pallavolo italiano
- 1976 - Dīmītrīs Maurogenidīs, ex calciatore greco
- 1976 - Silvio Pedro Miñoso, ex calciatore cubano
- 1976 - Jamie Noble, ex wrestler statunitense
- 1976 - Mikael Samuelsson, hockeista su ghiaccio svedese
- 1976 - Meca Tanaka, fumettista giapponese
- 1976 - Matteo Taranto, attore e regista italiano
- 1977 - Cristina Castagna, alpinista italiana († 2009)
- 1977 - Francesca Ferlaino, fisica italiana
- 1977 - Tatsunori Hisanaga, ex calciatore giapponese
- 1977 - Andreas Klarström, ex calciatore svedese
- 1977 - Jari Mäenpää, chitarrista e cantante finlandese
- 1977 - Tina Bride, cantante belga
- 1977 - Paul Shirley, ex cestista statunitense
- 1978 - Andrea Appino, cantautore, chitarrista e produttore discografico italiano
- 1978 - Esthero, cantautrice canadese
- 1978 - Cătălin Ivan, politico rumeno
- 1978 - Aleš Kotalík, ex hockeista su ghiaccio ceco
- 1978 - Robert Lang, ex hockeista su ghiaccio cecoslovacco
- 1978 - Sarah MacLean, scrittrice statunitense
- 1978 - Jodie Marsh, modella, showgirl e culturista britannica
- 1978 - Pablo Ranieri, allenatore di calcio a 5 e ex giocatore di calcio a 5 argentino
- 1978 - Gianluca Rospi, politico italiano
- 1978 - Slobodan Soro, ex pallanuotista serbo
- 1978 - Gavin Strachan, allenatore di calcio e ex calciatore scozzese
- 1978 - Estella Warren, attrice, modella e nuotatrice artistica canadese
- 1979 - Summer Altice, modella e attrice statunitense
- 1979 - Jacqueline Bracamontes, attrice e ex modella messicana
- 1979 - Carson Cistulli, poeta e saggista statunitense
- 1979 - Johan Franzén, ex hockeista su ghiaccio svedese
- 1979 - Andrea Gardner, ex cestista statunitense
- 1979 - Scott Gomez, ex hockeista su ghiaccio statunitense
- 1979 - Jeyz, rapper tedesco
- 1979 - Holly Madison, modella e attrice statunitense
- 1979 - Morgan McGarvey, politico statunitense
- 1979 - Kenny Miller, allenatore di calcio e ex calciatore scozzese
- 1979 - Yukifumi Murakami, giavellottista giapponese
- 1979 - Frazer Wright, allenatore di calcio e ex calciatore scozzese
- 1980 - Babú, allenatore di calcio e ex calciatore brasiliano
- 1980 - Ishmael Beah, scrittore sierraleonese
- 1980 - Yadira Caraveo, politica e pediatra statunitense
- 1980 - Intira Charoenpura, attrice e cantante thailandese
- 1980 - Wael Ghonim, attivista egiziano
- 1980 - Joaquim Brandão Gomes, ex cestista e dirigente sportivo angolano
- 1980 - Matilde Kimer, giornalista danese
- 1980 - Koikili Lertxundi, ex calciatore spagnolo
- 1980 - Christian Kollik, ex cestista austriaco
- 1980 - Lesley McKenzie, rugbista a 15, allenatore di rugby a 15 e dirigente sportivo canadese
- 1980 - Rory O'Malley, attore e cantante statunitense
- 1980 - Jelena Škerović, ex cestista e allenatrice di pallacanestro montenegrina
- 1981 - Kesley Alves, allenatore di calcio e calciatore brasiliano
- 1981 - Steven Bauer, schermidore tedesco
- 1981 - Beth, cantante spagnola
- 1981 - Maritza Correia, ex nuotatrice statunitense
- 1981 - David Cortés Ruiz, ex cestista portoricano
- 1981 - Hiro Fujiwara, fumettista giapponese
- 1981 - Yuriorkis Gamboa, pugile cubano
- 1981 - Stefano Garzon, allenatore di calcio e ex calciatore italiano
- 1981 - Agnes Milowka, esploratrice australiana († 2011)
- 1981 - Mario Santana, allenatore di calcio e ex calciatore argentino
- 1981 - Maggie Vessey, mezzofondista statunitense
- 1981 - Antón del Rosario, calciatore statunitense
- 1982 - Han-Na Chang, direttrice d'orchestra e violoncellista sudcoreana
- 1982 - Albert Dorca, ex calciatore spagnolo
- 1982 - Roxana Luca, ex pattinatrice artistica su ghiaccio romena
- 1982 - Beatriz Luengo, attrice, cantante e ballerina spagnola
- 1982 - Fabio Marchese Ragona, giornalista italiano
- 1982 - Zbyněk Michálek, hockeista su ghiaccio ceco
- 1982 - Nikolaj Pankratov, ex fondista russo
- 1982 - Thomas Rohregger, ciclista su strada austriaco
- 1983 - Michael Chopra, allenatore di calcio e ex calciatore inglese
- 1983 - Lisa Dobriskey, mezzofondista britannica
- 1983 - Mathias Hafele, ex saltatore con gli sci austriaco
- 1983 - Dan Harding, ex calciatore inglese
- 1983 - Yōko Hayashi, ex pallavolista giapponese
- 1983 - Marcus Hubbard, ex cestista statunitense
- 1983 - Delina Ibrahimaj, politica albanese
- 1983 - Jo Seong-min, ex cestista sudcoreano
- 1983 - Tim Matthys, ex calciatore belga
- 1983 - Hanley Ramírez, giocatore di baseball dominicano
- 1983 - Samel Šabanović, allenatore di calcio e ex calciatore montenegrino
- 1983 - Mohamed Sarr, ex calciatore senegalese
- 1983 - Blake Schilb, cestista e allenatore di pallacanestro statunitense
- 1983 - Adam Skrodzki, schermidore polacco
- 1983 - Juha Sten, ex cestista e allenatore di pallacanestro finlandese
- 1983 - Juanjo Triguero, ex cestista spagnolo
- 1983 - Anthony Wolfe, calciatore trinidadiano
- 1983 - Burak Yamantürk, attore turco
- 1983 - Manolo Zanella, ex ciclista su strada italiano
- 1984 - Belsy, cantante italiana
- 1984 - Bruno Fernandes de Souza, ex calciatore brasiliano
- 1984 - Matías Giménez, ex calciatore argentino
- 1984 - Han Ye-ri, attrice sudcoreana
- 1984 - Annis Hechavarría, schermitrice cubana
- 1984 - Charline Picon, velista francese
- 1984 - Bernard Pollard, giocatore di football americano statunitense
- 1984 - Josh Satin, ex giocatore di baseball statunitense
- 1984 - Shang Ping, ex cestista cinese
- 1984 - Alison Sudol, cantautrice e attrice statunitense
- 1984 - Cary Williams, giocatore di football americano statunitense
- 1985 - Arcángel, rapper e cantante statunitense
- 1985 - Monika Bosilj, cestista croata
- 1985 - Eleonora Carlini, fumettista e illustratrice italiana
- 1985 - Abdul Diallo, ex calciatore burkinabé
- 1985 - Darren England, arbitro di calcio inglese
- 1985 - Damion Hyatt, calciatore giamaicano
- 1985 - Dev Hynes, cantautore inglese
- 1985 - Harry Judd, musicista britannico
- 1985 - Danny MacAskill, ciclista britannico
- 1985 - Bonez MC, rapper tedesco
- 1985 - Jordan Shipley, giocatore di football americano statunitense
- 1985 - Patrick Sidler, ex hockeista su ghiaccio svizzero
- 1985 - Aminata Sininta, ex cestista maliana
- 1985 - Felix Thorn, musicista e artista inglese
- 1986 - Marco Beltrame, ex saltatore con gli sci italiano
- 1986 - Joanne Calderwood, artista marziale mista e thaiboxer britannica
- 1986 - João Dias, ex calciatore portoghese
- 1986 - Balázs Dzsudzsák, calciatore ungherese
- 1986 - Jano, ex calciatore spagnolo
- 1986 - Li You-ruei, ex cestista taiwanese
- 1986 - T.J. Oshie, hockeista su ghiaccio statunitense
- 1986 - Noël Wells, attrice e doppiatrice statunitense
- 1986 - Pietro Zammuto, ex calciatore italiano
- 1986 - Oleg Černyšov, ex calciatore russo
- 1987 - Mahmoud Abdeen, cestista giordano
- 1987 - Axel Bäck, ex sciatore alpino svedese
- 1987 - Tommaso Bellazzini, allenatore di calcio e ex calciatore italiano
- 1987 - James Brewer, giocatore di football americano statunitense
- 1987 - Ljuboŭ Čarkašyna, ex ginnasta bielorussa
- 1987 - Martin Christensen, ex calciatore danese
- 1987 - Óscar Fernández Monroy, ex calciatore messicano
- 1987 - Owen Franks, rugbista a 15 neozelandese
- 1987 - Shara Gillow, ex ciclista su strada australiana
- 1987 - Rivaldo González, ex calciatore paraguaiano
- 1987 - Daniela Götz, nuotatrice tedesca
- 1987 - Ben Hansbrough, ex cestista statunitense
- 1987 - Gazmend Husaj, pallavolista albanese
- 1987 - Alek'sandr Karapetyan, calciatore armeno
- 1987 - Madison Kennedy, nuotatrice statunitense
- 1987 - Taťána Kuchařová, modella ceca
- 1987 - Jori Lehterä, hockeista su ghiaccio finlandese
- 1987 - Rob Lowery, cestista statunitense
- 1987 - Tamara Radočaj, ex cestista serba
- 1987 - Jordany Valdespin, giocatore di baseball dominicano
- 1988 - Niclas Ekberg, pallamanista svedese
- 1988 - Mallory Hagan, modella statunitense
- 1988 - Tat'jana Košeleva, dirigente sportivo e ex pallavolista russa
- 1988 - Siyabonga Nhlapo, calciatore sudafricano
- 1988 - Tony Ramoin, ex snowboarder francese
- 1988 - Juraj Sagan, ex ciclista su strada slovacco
- 1988 - Jacob Schoop, calciatore danese
- 1988 - Kenney Walker, ex calciatore statunitense
- 1988 - Antwaine Wiggins, cestista statunitense
- 1988 - Pablo Álvarez Fernández, astronauta spagnolo
- 1989 - Brahian Alemán, calciatore uruguaiano
- 1989 - Didier Brossou, calciatore ivoriano
- 1989 - Zouhair Feddal, ex calciatore marocchino
- 1989 - Mishel Prada, attrice statunitense
- 1989 - Federica Rosellini, attrice, scrittrice e regista teatrale italiana
- 1989 - Marcos Sánchez, calciatore panamense
- 1989 - Christopher Telemaque, calciatore anglo-verginiano
- 1990 - Tariq Al-Amri, mezzofondista saudita
- 1990 - Robert Antonioli, scialpinista italiano
- 1990 - Archand Bagsit, velocista filippino
- 1990 - Alan Chávez, attore messicano († 2009)
- 1990 - Mitch Haniger, giocatore di baseball statunitense
- 1990 - Oscar Jansson, calciatore svedese
- 1990 - Anna Maria Perez de Tagle, attrice e cantante statunitense
- 1990 - Murod Xolmuhammedov, ex calciatore uzbeko
- 1991 - Sofia Black-D'Elia, attrice statunitense
- 1991 - Maggie Cogger-Orr, arbitro di rugby a 15 neozelandese
- 1991 - Leo Fernandes, calciatore brasiliano
- 1991 - Marin Grujević, calciatore croato
- 1991 - Immanuel Höhn, ex calciatore tedesco
- 1991 - Randell Johnson, giocatore di football americano statunitense
- 1991 - Sofiane Khadda, calciatore francese
- 1991 - Ivan Marković, calciatore serbo
- 1991 - Dominika Mirgová, cantante slovacca
- 1991 - Jenny Perret, giocatrice di curling svizzera
- 1991 - Trevor Releford, ex cestista statunitense
- 1991 - Arbër Shala, calciatore kosovaro
- 1991 - Lorenzo Taliaferro, giocatore di football americano statunitense († 2020)
- 1991 - Kyren Wilson, giocatore di snooker inglese
- 1992 - Mario Barco, calciatore spagnolo
- 1992 - Enzo Corvi, hockeista su ghiaccio svizzero
- 1992 - Spencer Daniels, attore statunitense
- 1992 - Fran Guerra, cestista spagnolo
- 1992 - Fabian Halbig, musicista e attore tedesco
- 1992 - Myke Henry, cestista statunitense
- 1992 - Tessel Middag, calciatrice olandese
- 1992 - Ebere Orji, calciatrice nigeriana
- 1992 - Kendrick Perry, cestista statunitense
- 1992 - Ri Hyon-song, calciatore nordcoreano
- 1992 - Oscar Riesebeek, ciclista su strada olandese
- 1992 - Mbwana Samatta, calciatore tanzaniano
- 1992 - Jeff Schlupp, calciatore tedesco
- 1992 - Honorata Skarbek, cantante polacca
- 1992 - Leon Wessel-Masannek, attore tedesco
- 1992 - Rocco van Rooyen, giavellottista sudafricano
- 1993 - Claudio Baeza, calciatore cileno
- 1993 - Morgan Bergren, ex pallavolista statunitense
- 1993 - Stanislav Denisov, taekwondoka russo
- 1993 - Caleb Foote, attore statunitense
- 1993 - Juriën Gaari, calciatore olandese
- 1993 - Felix Großschartner, ciclista su strada austriaco
- 1993 - Sean Gunn, nuotatore zimbabwese
- 1993 - Jasmine Todd, velocista e lunghista statunitense
- 1993 - Delano Williams, velocista britannico
- 1993 - Evans Yeboah, giocatore di football americano ghanese
- 1993 - Riho Ōtake, pallavolista giapponese
- 1994 - Isabella Castillo, attrice teatrale, attrice e cantante cubana
- 1994 - Ashley Evans, pallavolista statunitense
- 1994 - Stefania Favole, calciatrice italiana
- 1994 - Justin Lawler, giocatore di football americano statunitense
- 1994 - Sofiane Oumiha, pugile francese
- 1994 - Tajae Sharpe, giocatore di football americano statunitense
- 1994 - Sopita Tanasan, sollevatrice thailandese
- 1994 - Ravy Tsouka, calciatore francese
- 1994 - Julien de Sart, calciatore belga
- 1995 - Scott Deroue, pilota motociclistico olandese
- 1995 - Noelle Maritz, calciatrice svizzera
- 1995 - Eden, musicista e cantante irlandese
- 1995 - Christophe Ponsson, pilota motociclistico francese
- 1995 - Spencer Reaves, cestista statunitense
- 1995 - Braian Samudio, calciatore paraguaiano
- 1995 - Johnathan Stove, cestista statunitense
- 1996 - Alexis Alégué, calciatore camerunese
- 1996 - Lara Baars, atleta paralimpica olandese
- 1996 - Fawaaz Basadien, calciatore sudafricano
- 1996 - Fabio Gerli, calciatore italiano
- 1996 - Lydia Hiernickel, fondista svizzera
- 1996 - Bartosz Kapustka, calciatore polacco
- 1996 - Lele, cantautore italiano
- 1996 - Marten Liiv, pattinatore di velocità su ghiaccio estone
- 1996 - Omar Ngandu, calciatore burundese
- 1996 - Michael Oguine, cestista statunitense
- 1996 - Felix Ritzinger, ciclista su strada, pistard e ciclocrossista austriaco
- 1996 - Makoto Sakaguchi, attore giapponese
- 1996 - Melvin Twellaar, canottiere olandese
- 1997 - Olle Hahlin, sciatore alpino svedese
- 1997 - Matea Jelić, taekwondoka croata
- 1997 - Carlik Jones, cestista statunitense
- 1997 - Luka Jović, calciatore serbo
- 1997 - Joel Nicolau, ciclista su strada spagnolo
- 1997 - Park You-na, attrice sudcoreana
- 1997 - Klinti Qato, calciatore albanese
- 1998 - Andreas Alamommo, saltatore con gli sci finlandese
- 1998 - Fayzulla Alimov, schermidore uzbeko
- 1998 - Oday Dabbagh, calciatore palestinese
- 1998 - Mario Dajsinani, calciatore albanese
- 1998 - Kaden Groves, ciclista su strada australiano
- 1998 - Nate Pierre-Louis, cestista statunitense
- 1998 - Hugh Watanabe, cestista statunitense
- 1998 - Julia Wieniawa, attrice e cantante polacca
- 1998 - Moses Wright, cestista statunitense
- 1999 - Dmitrij Kozlovskij, pattinatore artistico su ghiaccio russo
- 1999 - Samuel Lino, calciatore brasiliano
- 1999 - Jurij Macura, cestista sloveno
- 1999 - Ovella Ochieng, calciatore keniota
- 1999 - Semir Telalović, calciatore tedesco
- 1999 - Deven Thompkins, giocatore di football americano statunitense
- 2000 - Julio Alonso Ortega, velista spagnolo
- 2000 - Kenny Komi Bedel, judoka italiano
- 2000 - Victor Boniface, calciatore nigeriano
- 2000 - Enzo Castillo, calciatore uruguaiano
- 2000 - Abdoul Coulibaly, cestista maliano
- 2000 - Sekou Doumbouya, cestista guineano
- 2000 - Clément Novalak, pilota automobilistico francese
- 2000 - Manuela Paví, calciatrice colombiana
- 2000 - William Poromaa, fondista svedese
- 2000 - Samuel Takyi, pugile ghanese
- 2000 - Alexis Trouillet, calciatore francese
- 2000 - Rüstəm Əhmədzadə, calciatore ucraino

## XXI secolo(18)
- 2001 - Stefan Bajic, calciatore francese
- 2001 - Gabriella Baldacchino, attrice statunitense
- 2001 - Sara Gailli, nuotatrice italiana
- 2001 - José Hurtado, calciatore ecuadoriano
- 2001 - Maximilian Schmidbauer, pistard e ciclista su strada austriaco
- 2001 - William Wilson, calciatore keniota
- 2001 - Rose Yeboah, altista ghanese
- 2002 - Nene Dorgeles, calciatore maliano
- 2002 - Manuel Polster, calciatore austriaco
- 2002 - Finn Wolfhard, attore, musicista e regista canadese
- 2002 - Aleksa Đurasović, calciatore serbo
- 2003 - Francesco Condemi, pallanuotista italiano
- 2003 - Nick Dunlap, golfista statunitense
- 2003 - Marcel Ratnik, calciatore sloveno
- 2003 - Isak Jensen, calciatore danese
- 2004 - Facundo Buonanotte, calciatore argentino
- 2004 - Eliane Stössel, sciatrice alpina svizzera
- 2005 - Paul Wanner, calciatore tedesco